# 이승일 (필드하키 선수)
이승일(李陞一, 1982년 12월 21일 ~ )은 대한민국의 필드하키 선수로 포지션은 수비수이다. 현재 성남시청 소속으로 뛰고 있다.

## 생애
해남군 현산면 조산리 출신으로 광주광역시로 이사하여 그 곳에서 자랐다.

## 학력
- 금남중학교 졸업
- 조선대학교 졸업

## 경력
- 2006년 아시안 게임 남자 하키 국가대표
- 2010년 아시안 게임 남자 하키 국가대표
- 2012년 하계 올림픽 남자 하키 국가대표
- 2014년 아시안 게임 남자 하키 국가대표

## 수상
- 2006년 아시안 게임 남자 하키 금메달
- 2014년 아시안 게임 남자 하키 동메달

## 가족
- 동생 이승훈: 필드하키 선수